# Oleg Saitov
Oleg Saitov (n. 26 mai 1974, Novokuibîșevsk, regiunea Samara, RSFS Rusă, URSS) este un boxer ce a reprezentat Rusia, medaliat olimpic. A participat la 3 ediții ale Jocurilor Olimpice (1996, 2000, 2004) în care a câștigat două medalii de aur și o medalie de bronz.